# Isuzu Reach
Der Isuzu Reach (auch Isuzu Reach Van oder Utilimaster Reach) ist ein Lastkraftwagen von Isuzu. Er wurde in Zusammenarbeit mit Utilimaster entwickelt. Er zählt zu den in Nordamerika weit verbreiteten Walk-in Vans, einer besonderen Bauform von Lieferwagen. Der Isuzu Reach wird von Utilimaster in Charlotte im US-Bundesstaat Michigan gefertigt und ausschließlich in Nordamerika verkauft.

## Geschichte

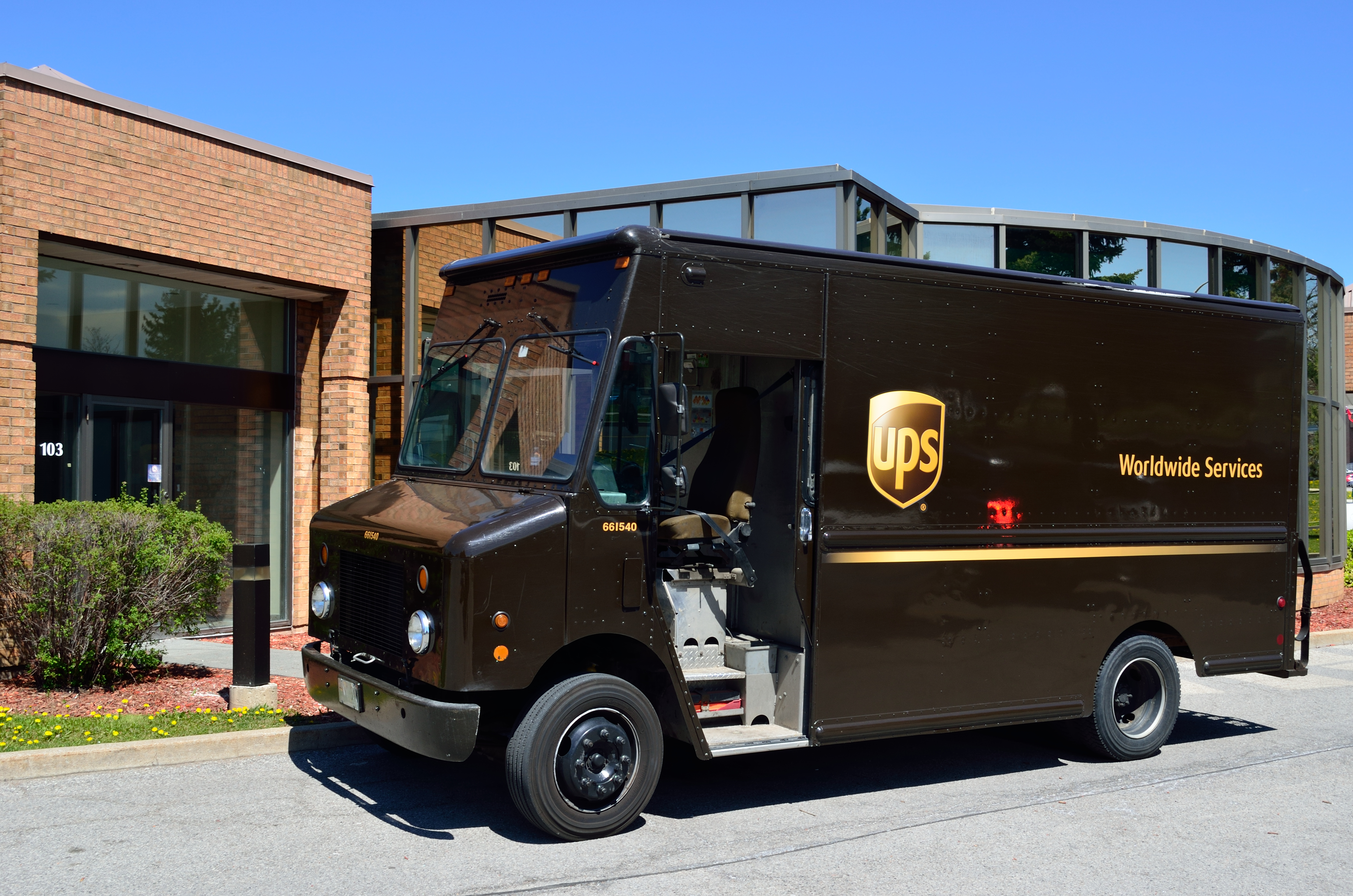
Typischer Walk-in Van

Bereits von 2002 bis 2004 bot Isuzu mit dem Begin in Japan bereits einen primär für Paketdienste konzipierten Lieferwagen an, aufgrund der geringen Verkaufszahlen wurde die Produktion nach zwei Jahren wieder eingestellt.
2008 begannen Isuzu und Utilimaster mit der Entwicklung eines modernen Walk-in Vans für die amerikanischen Paketdienste. Der Reach wurde am 8. März 2011 erstmals präsentiert. Die offizielle Einführung erfolgte am 31. Oktober 2011. Von 2012 bis 2013 verlegte Utilimaster seinen Firmensitz innerhalb des Elkhart County im US-Bundesstaat Indiana von Wakarusa nach Bristol. Die Fertigung des Reach wurde 2012 ebenfalls verlegt, allerdings nicht nach Bristol, sondern in eine Fabrik des Mutterkonzerns Spartan Motors in Charlotte im benachbarten US-Bundesstaat Michigan.

## Fahrzeugkonzept

### Antrieb
Ab Werk wird der Isuzu Reach ausschließlich mit dem Isuzu 4JJ1-TC-Dieselmotor angeboten. Der Motor mit R4-Layout und Direkteinspritzung hat einen Hubraum von 2999 cm³. Zusätzlich verfügt er über einen Turbolader und leistet maximal 150 horsepower (112 Kilowatt bzw. 152 Pferdestärken) bei 2800 Drehzahl. Das maximale Drehmoment von 282 Foot-pound (382 Newtonmeter) erzeugt der Motor bei 1600–2800 Umdrehungen pro Minute. In allen Versionen wird ab Werk das Aisin A460-Automatikgetriebe mit sechs Stufen eingebaut. Da der Reach das Isuzu NPR ECO-MAX-Chassis nutzt, verfügt er über einen Hinterradantrieb. Die Höchstgeschwindigkeit wird mit 75 Meilen pro Stunde (121 Kilometer pro Stunde) angegeben.
1. ↑  Die in den Klammern stehenden Werte sind gerundet

### Bremsen
Der Reach verfügt über Scheibenbremsen an der Vorderachse und Trommelbremsen an der Hinterachse.

### Karosserie

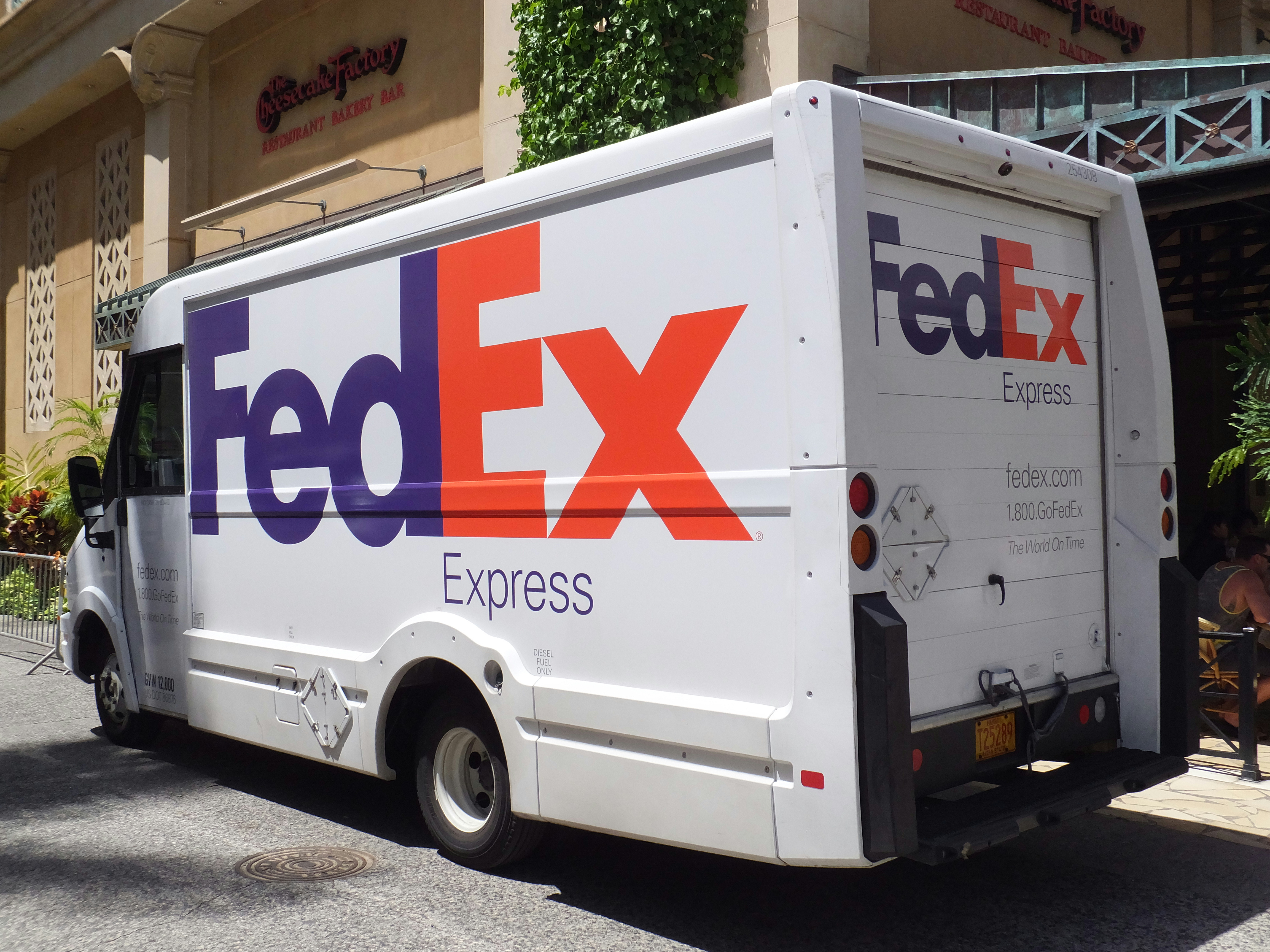
Isuzu Reach mit Rolltor

Bei dem Isuzu Reach handelt es sich um einen Kastenwagen. Er verfügt Schiebetüren auf beiden Seiten der Fahrerkabine. Das Heck kann mit Zwillingstüren oder einem Rolltor ausgestattet werden. Der Laderaum kann direkt aus der Fahrerkabine betreten werden. Zusammen mit dem Verzicht auf einen Beifahrersitz und einem niedrigen Kabinenboden sollen diese Merkmale beim Betreten beziehungsweise Verlassen des Fahrzeugs für eine Zeitersparnis sorgen. Bei der Entwicklung der Karosserie legte Utilimaster Wert auf eine aerodynamische Gestaltung der Karosserie, dies ist vor allem an der vergleichsweise stark abgerundeten Front erkennbar. Zusammen mit der durch den Einsatz von Verbundwerkstoffen erreichten Gewichtseinsparung wird dadurch ein geringerer Treibstoffverbrauch als bei Walk-in Vans mit vergleichbarer Leistung erzielt. Gegenüber dem Ford P700 wird von FedEx eine Treibstoffersparnis von 35 % angegeben.
Der Reach wird in zwei verschiedenen Längen angeboten. Die kurze, als 12-foot body bezeichnete Version verfügt über einen Laderaum mit einer Länge von 150,9 Zoll (12,58 Fuß bzw. 3,83 Meter) und einem Volumen von 540 cft (15,3 Kubikmeter). Die lange, als 14-foot body bezeichnete Version verfügt über einen Laderaum mit einer Länge von 171 Zoll (14,25 ft bzw. 4,34 m) und einem Volumen von 640 cft (17,8 m³). Je nach Version ist der Reach 260,9 (6627 mm) oder 281 Zoll (7137 mm) lang. Das Leergewicht liegt bei 8592 (3897 kg) beziehungsweise 8733 lbs (3961 kg). Da das zulässige Gesamtgewicht bei beiden Fahrzeugen bei 12000 lbs (5443 kg) liegt, ergibt sich eine Zuladung von 3408 (1546 kg) beziehungsweise 3267 lbs (1482 kg). Die Breite von 88 Zoll (2235 mm), der Radstand von 151 Zoll (3835 mm), die Laderaumbreite von 82,5 Zoll (2096 mm) und die Laderaumhöhe 80 Zoll (2032 mm) sind bei beiden Längen gleich.

Ursprünglich sollten auch konventionelle Türen für die Fahrerkabine, ein Radstand von 134 Zoll (3404 mm) und eine noch kürzere Version mit der Bezeichnung 10-foot body und einem Volumen von 450 cft (12,7 m³) angeboten werden, allerdings werden diese Optionen nicht auf der Seite von Isuzu erwähnt.
1. ↑  Die in den Klammern stehenden Werte sind gerundet

## Technische Daten
| Variante                    | 12 Foot                                  | 14 Foot                                  |
| Bauzeitraum                 | seit 2011                                | seit 2011                                |
| Motorkenndaten              |                                          |                                          |
| Motortyp                    | R4-Dieselmotor, Direkteinspritzung       | R4-Dieselmotor, Direkteinspritzung       |
| Motorkennbuchstaben         | Isuzu 4JJ1-TC                            | Isuzu 4JJ1-TC                            |
| Motoraufladung              | Turbolader                               | Turbolader                               |
| Hubraum                     | 2999 cm³                                 | 2999 cm³                                 |
| max. Leistung bei min−1     | 112 kW (152 PS) bei 2800                 | 112 kW (152 PS) bei 2800                 |
| max. Drehmoment bei min−1   | 382 Nm bei 1600–2800                     | 382 Nm bei 1600–2800                     |
| Kraftübertragung            |                                          |                                          |
| Antrieb, serienmäßig        | Hinterradantrieb                         | Hinterradantrieb                         |
| Getriebe, serienmäßig       | Aisin A460 Sechsstufen-Automatikgetriebe | Aisin A460 Sechsstufen-Automatikgetriebe |
| Messwerte                   |                                          |                                          |
| Höchstgeschwindigkeit       | 121 km/h                                 | 121 km/h                                 |
| Gewichte                    |                                          |                                          |
| Leergewicht laut Hersteller | 3897 kg                                  | 3961 kg                                  |
| zul. Gesamtgewicht          | 5443 kg                                  | 5443 kg                                  |
| Nutzlast                    | 1546 kg                                  | 1482 kg                                  |